# Inárcs
Inárcs là một thị trấn thuộc hạt Pest, Hungary. Thị trấn này có diện tích 22,53 km², dân số năm 2010 là 4483 người, mật độ 199 người/km².